# Martin Motors Ideal 1000
Der Martin Motors Ideal 1000 ist ein Kleinstwagen des italienischen Bus- und Automobilherstellers Martin Motors. Das Fahrzeug ist eine Variante des Changhe Ideal und wird in Lizenz der chinesischen Changhe Auto montiert.

## Entwicklung
Mit der Einführung des Ideal 1000 Ende 2009 möchte Martin Motors im Kleinstwagensektor konkurrieren, also gegen Hyundai (Hyundai Atos), Fiat (Fiat Seicento) und andere in dieser Rubrik tätige Hersteller. Äußerlich gleicht das Modell seinem chinesischen Vorbild. Das Fahrzeug für Europa ist allerdings eigenständig neu entwickelt und hat einen höheren Sicherheitsstandard. Die Karosserieteile werden von Changhe in China produziert, Motoren und andere Fahrzeugteile werden von Suzuki in europäischen Werken hergestellt und alles zusammen als CKD-Bausatz an Martin Motors geliefert, wo es schließlich zusammengebaut wird.

## Ausstattung
Die Standardausführung ist mit einer Servolenkung, elektrischen Fensterhebern vorn, einer Zentralverriegelung mit Fernbedienung, einer Klimaanlage, Radio mit 3 Lautsprechern und einem separaten CD-Spieler ausgestattet.

## Motor
Der Motor des Ideal 1000 ist ein mit Flüssiggas betriebener Ottomotor des Types DA465Q-2/D1 mit einer Leistung von 33,5 kW bei einem Hubraum von 970 cm³ (Euro IV). In der Sportversion wird ein Suzuki-GP08-Motor der Gruppo O.M.C.I. mit einem Hubraum von 1150 cm³ und einer Leistung von 50 kW eingesetzt. Der Verbrauch des Modells soll bei beiden Motorvarianten bei 6 Liter auf 100 km liegen. Der Kofferraum fasst 42 Liter.